# Carretera de la Esclusa
La carretera de la Esclusa o SE-31 consta de una longitud total de unos 8,5 kilómetros. Esta proyectado para crear el nuevo desvío provisional a debido de las obras de la remodelación del Puente del Centenario. En el futuro, cuando finalicen las obras de la remodelación del Puente del Centenario, este desvío provisional mantendrá hasta que finalicen las obras del tramo Dos Hermanas-Coria del Río de la autovía SE-40 de Circunvalación del área metropolitana de Sevilla.
Empieza en el puerto de Sevilla, entre el terminal de contenedores y zona de actividades logísticas Batán y termina en Dos Hermanas en la final del tramo Alcalá de Guadaíra (A-376)-Dos Hermanas de la SE-40.
La carretera de la Esclusa está diseñada con el ancho de calzada de 2 carriles por sentido, como si fuera autovía urbana limitada a 60 km/h de velocidad. Hay varios accesos al puerto, zona logística, Zona Franca, base militar de El Copero, etc. Hay 2 puentes en el medio de la carretera, uno que es el Este (SE-31I) y otro que es el Oeste (SE-31D), son puentes móviles controlados con las barreras. Dependiendo del tráfico marítimo que pueda cruzar los barcos, las barreras bajan y tiene que cruzar a otro puente móvil abierto al tráfico, por lo que son carriles reversibles si tiene que permitir pasar en cualquier carril y otros que no lo permiten cruzar si viene de sentido contrario del carril. Puede ser habilitados 1 a 3 carriles de un total de 4 carriles, 2 de cada puente móvil. Esta señalizada la SE-31I (izquierda) y la SE-31D (derecha).
Con el motivo de las obras de la remodelación del Puente del Centenario ha prohibido cruzar los vehículos especiales superiores de 20 toneladas de carga y obliga a los vehículos especiales circular en la carretera de la Esclusa.
Fue puesto en servicio en agosto de 2021 antes de iniciarse las obras de la remodelación de Puente del Centenario de forma provisional como ramal de incorporación desde la SE-30 sin habilitarse, ni incorporarse a la SE-40. En enero de 2022 (sentido a Cádiz desde Huelva) y marzo de 2022 (sentido a Huelva desde Cádiz), ha habilitado los 2 accesos a la SE-40. Provisionalmente (en teoría) esta carretera seguirá habilitada, al menos hasta el año 2028, como mínimo, la fecha prevista de la apertura del tramo Dos Hermanas-Coria del Río en caso de que el Ministerio de Transportes, Movilidad y Agenda Urbana elija la alternativa más barata y más corta del plazo de las obras, el nuevo puente sobre el río Guadalquivir.

## Tramos
| Denominación | Tramo | Año servicio                                                                                        | km                |
| ------------ | --- | --------------------------------------------------------------------------------------------------- | ----------------- |
| SE-31        | Enlace SE-30 Puerto de Sevilla - Zona Franca Tramo original Glorieta de Puerto de Sevilla con SE-30 Tramo ampliado Nueva ramal de incorporación desde SE-30 (sentido Sur) Tramo ampliado desde nueva ramal de incorporación (sentido Sur)                                                            | 1 carril por sentido: 1945 1991 2 carriles por sentido: 2016 2021 3 carriles de único sentido: 2021 | 2,6 - 2,6 1,3 1,2 |
| SE-31        | Zona Franca - Glorieta Este de El Copero Tramo original con dos puentes móviles (Oeste y Este) Subtramo: Glorieta Oeste de El Copero - Glorieta Este de El Copero | 2011 2019                                                                                           | 2,7 0,7           |
| SE-31        | Glorieta Este de El Copero - Enlace SE-40 Dos Hermanas Subtramo: Glorieta Este de El Copero - Glorieta de Darsena del Cuatro Subtramo: Glorieta de Darsena del Cuatro - Enlace SE-40 Dos Hermanas (sentido Sur) Subtramo: Glorieta de Darsena del Cuatro - Enlace SE-40 Dos Hermanas (sentido Norte) | 2019 2022                                                                                           | 0,9 2 2           |

## Salidas

### SalidasSE-31(Norte)
| Velocidad | Esquema | Carriles | Salida | Sentido horario                                                                          | Sentido antihorario                                                                            | Carriles | Carretera | Notas |
| --------- | ------- | -------- | ------ | ---------------------------------------------------------------------------------------- | ---------------------------------------------------------------------------------------------- | -------- | --------- | ----- |
|           |         |          |        | E-5 SE-40 Todas Direcciones Puerto Oeste Z.A.L.                                          | SE-30 E-1 A-49 Huelva E-803 A-66 Mérida Excepto acceso Polígono Tabada y vehículos autorizados |          | SE-30     |       |
|           |         |          |        | Acceso al aparcamiento AndadalFrío LOGÍSTICA                                             |                                                                                                |          |           |       |
|           |         |          |        | Acceso al aparcamiento AndadalFrío LOGÍSTICA                                             | Muelle del Centenario                                                                          |          |           |       |
|           |         |          |        | Puerto Oeste EDAR Oeste-Tablada Planta Transferencia R.S.U. Caminos                      | Puerto Oeste                                                                                   |          |           |       |
|           |         |          |        |                                                                                          | Z.A.L.                                                                                         |          |           |       |
|           |         |          |        |                                                                                          | Polígono Astilleros                                                                            |          |           |       |
|           |         |          |        |                                                                                          | Zona Franca                                                                                    |          |           |       |
|           |         |          |        | camino de servicio                                                                       |                                                                                                |          |           |       |
|           |         |          |        | E-5 SE-40 Todas Direcciones Puente Este Esclusa E-5 SE-40 Todas Direcciones Puente Oeste |                                                                                                |          |           |       |

### SalidasSE-31DySE-31I(Puentes móviles Oeste y Este)
| Velocidad | Esquema | Carriles | Salida | Sentido horario SE-31D                  | Sentido horario SE-31I                  | Sentido antihorario SE-31D                           | Sentido antihorario SE-31I                           | Carriles | Carretera | Notas |
| --------- | ------- | -------- | ------ | --------------------------------------- | --------------------------------------- | ---------------------------------------------------- | ---------------------------------------------------- | -------- | --------- | ----- |
|           |         |          |        |                                         |                                         | SE-30 E-1 A-49 Huelva E-803 A-66 Mérida Puerto Oeste | SE-30 E-1 A-49 Huelva E-803 A-66 Mérida Puerto Oeste |          |           |       |
|           |         |          |        | Puente móvil Puente Oeste               | Puente móvil Puente Este                | Puente móvil Puente Oeste                            | Puente móvil Puente Este                             |          |           |       |
|           |         |          |        | Base Copero                             |                                         |                                                      |                                                      |          |           |       |
|           |         |          |        | E-5 SE-40 Todas Direcciones Base Copero | E-5 SE-40 Todas Direcciones Base Copero |                                                      |                                                      |          |           |       |

### SalidasSE-31(Sur)
| Velocidad | Esquema | Carriles | Salida | Sentido horario                                                                       | Sentido antihorario | Carriles | Carretera | Notas |
| --------- | ------- | -------- | ------ | ------------------------------------------------------------------------------------- | --- | -------- | --------- | ----- |
|           |         |          |        |                                                                                       | Base Copero SE-30 E-1 A-49 Huelva E-803 A-66 Mérida Puerto Oeste Puente Oeste SE-30 E-1 A-49 Huelva E-803 A-66 Mérida Puerto Oeste Puente Este |          |           |       |
|           |         |          |        | Puerto Sur acceso restringido E-5 A-4 Sevilla Cádiz E-5 SE-40                         | Puerto Sur acceso restringido SE-30 E-1 A-49 Huelva E-803 A-66 Mérida Z.A.L. Zona Franca                                                       |          |           |       |
|           |         |          |        | E-5 SE-40 A-376 Utrera A-92 Granada E-5 A-4 Córdoba E-5 A-4 Sevilla pol. ind. La Isla | SE-30 E-1 A-49 Huelva E-803 A-66 Mérida |          | SE-40     |       |